# Josypiwka (rejon szeptycki)
Josypiwka (ukr. Йосипівка) – wieś na Ukrainie, w obwodzie lwowskim, w rejonie szeptyckim. Liczy 242 mieszkańców.
Do 1946 roku miejscowość nosiła nazwę Józefów (ukr. Юзефів, Juzefiw).
W II Rzeczypospolitej do 1934 roku wieś stanowiła samodzielną gminę jednostkową w powiecie radziechowskim w woj. tarnopolskim. W związku z reformą scaleniową została 1 sierpnia 1934 roku włączona do nowo utworzonej wiejskiej gminy zbiorowej Radziechów w tymże powiecie i województwie. Po wojnie wieś weszła w struktury administracyjne Związku Radzieckiego.
W latach 1940-2020 w rejonie radziechowskim.